# Antígenes (general)
Antígenes（en llatí Antigenes, en grec antic Ἀντιγένης) fou un general d'Alexandre el Gran que ja havia servit abans sota Felip II de Macedònia i va perdre un ull al setge de Perint (340 aC).
Després de la mort d'Alexandre, al 323 aC se li va concedir la satrapia de Susiana. Va ser un dels comandants dels Argiràspides, un cos d'elit de l'exèrcit macedoni. Amb les seves tropes va espiar els moviments d'Èumenes de Càrdia amb intenció de matar-lo, però a la fi va lluitar al seu costat. Després de la derrota d'Èumenes l'any 316 aC, Antígenes va ser capturat per Antígon, que el va cremar viu, segons diuen Plutarc i Diodor de Sicília.